# Utetes prophylacticus
Utetes prophylacticus är en stekelart som först beskrevs av Fischer 1968.  Utetes prophylacticus ingår i släktet Utetes och familjen bracksteklar. Inga underarter finns listade i Catalogue of Life.